# Cantone di Vizille
Il Cantone di Vizille era una divisione amministrativa dell'arrondissement di Grenoble.
A seguito della riforma approvata con decreto del 18 febbraio 2014, che ha avuto attuazione dopo le elezioni dipartimentali del 2015, è stato soppresso.

## Composizione
Comprendeva i comuni di:
- Brié-et-Angonnes
- Champagnier
- Champ-sur-Drac
- Chamrousse (parzialmente)
- Jarrie
- Laffrey
- Montchaboud
- Notre-Dame-de-Commiers
- Notre-Dame-de-Mésage
- Saint-Barthélemy-de-Séchilienne
- Saint-Georges-de-Commiers
- Saint-Jean-de-Vaulx
- Saint-Pierre-de-Mésage
- Séchilienne
- Vaulnaveys-le-Bas
- Vaulnaveys-le-Haut
- Vizille